# Gasteroagaricoides ralstoniae
Gasteroagaricoides ralstoniae är en svampart som beskrevs av D.A. Reid 1986. Gasteroagaricoides ralstoniae ingår i släktet Gasteroagaricoides och familjen Psathyrellaceae.   Inga underarter finns listade i Catalogue of Life.